# Борисоглебский Муромский монастырь
Борисогле́бский Му́ромский монасты́рь — православный монастырь, действующий в статусе архиерейского подворья Муромской епархии.
Вопреки названию, расположен не в городе Муроме, а в 18 км от него — в селе Борисоглеб Муромского района Владимирской области, на правом берегу реки Ушны.

## История монастыря

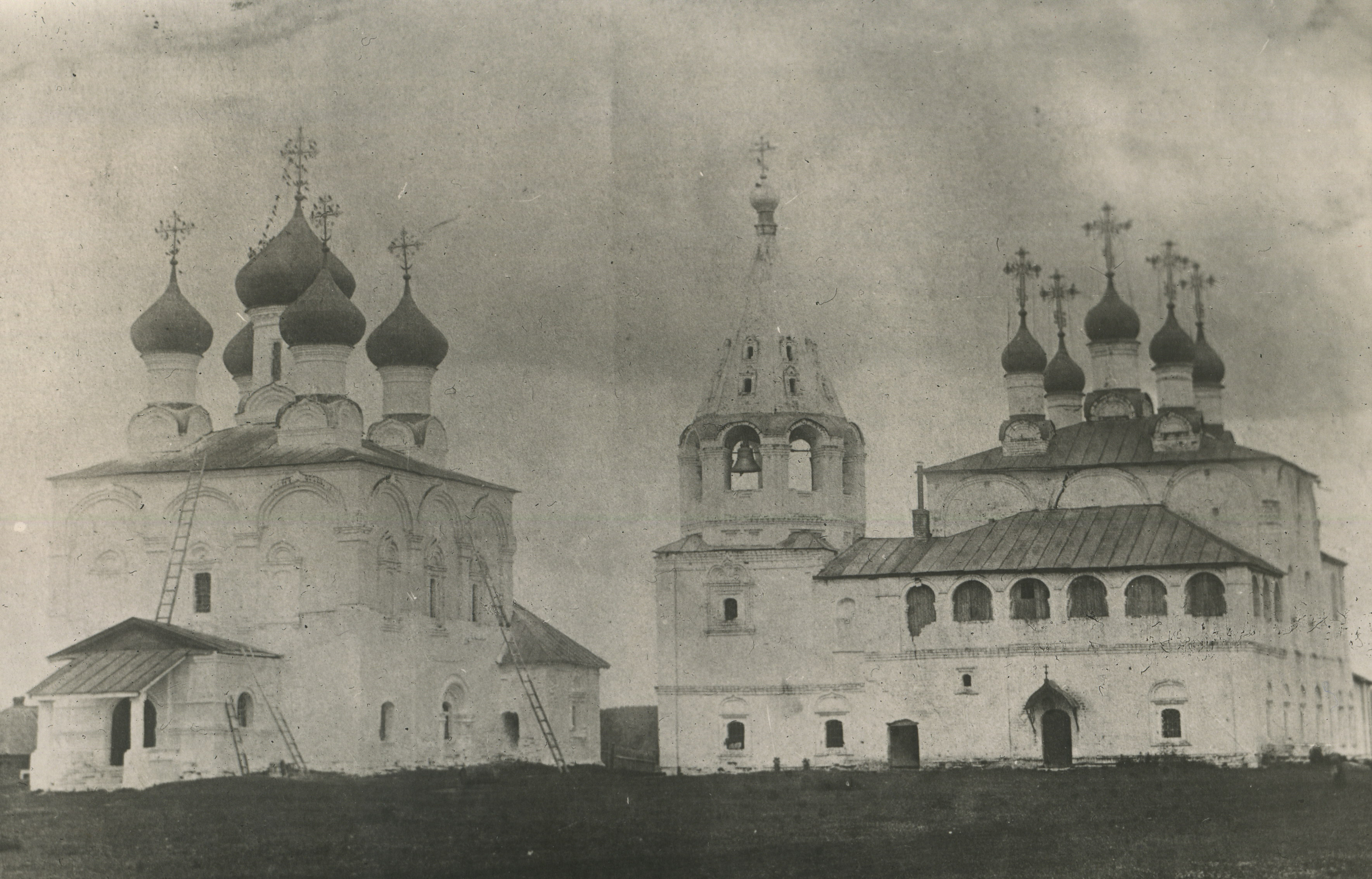
Вид начала XX века

Основание Борисоглебского монастыря связывают с именем князя Глеба Владимировича, княжившего в Муроме на рубеже X—XI веков. Согласно древней легенде, «…егда приде святый Глеб ко граду Мурому, и ещё тогда невернии быша людие и жестоцы, и не прияша его к себе на княжение, и не крестишася, но сопротивляхуся ему. Он же оттъеха от града 12 поприщ на реку Ишню и тамо пребываше до преставления святаго отца его…»
Церковное предание гласит, что в 1228 году здесь приняла постриг Евдокия — дочь муромского князя Давида Георгиевича и его супруги Евфросинии, известных под именем князей Петра и Февронии. Первые достоверные сведения о Борисоглебском монастыре встречаются в Никоновской и Новгородской четвёртой летописях и датированы первой половиной XIV века.
Первым из известных архимандритов монастыря был Симеон, имя которого упоминается в грамотах 1531—1548 годов. На рубеже XVI—XVII веков монастырь был одарён новыми землями, и теперь его владения простирались более чем на двадцать пять вёрст — некоторые историки связывают этот факт с родственными отношениями владельцев села бояр Борисовых и Бориса Годунова. В XVII веке на месте древних деревянных храмов были построены каменные церкви: Рождественская (1648), Вознесенская (около 1681) и Никольская (1699).
В мае 1719 года монастырь сильно пострадал от пожара. Чтобы спасти положение, Синод принял решение об объединении Борисоглебского и муромского Благовещенского монастырей с закрытием последнего. Такое решение вызвало резкое недовольство со стороны жителей Мурома и уезда, и объединение двух обителей всё же не состоялось.
Однако в 1765 году постановлением Синода обитель на Ушне была упразднена и обращена в приход «за неположением онаго в штате и за невмещением в число составленных в епархии Его Превосходительства пяти на своем пропитании монастырей». Последний настоятель Борисоглебского монастыря архимандрит Геннадий был переведён в Спасский монастырь Мурома.
Причт приходского храма теперь состоял из одного священника и псаломщика, круг прихожан ограничивался крестьянами села Борисоглеб и близлежащих деревень Старый и Новый Вареж. При церкви имелась церковно-приходская школа. В 1896 году в ней обучалось 48 учеников.
- 1531—1548 — Симеон, архимандрит
- 1568 — Киприан, архимандрит
- 1570 — Феодосий, архимандрит
- 1571 — Варлаам, архимандрит
- 1573—1579 — Самуил, архимандрит
- 1580 — Сергий, архимандрит
- 1606 — Нил, архимандрит
- 1607 — Зосима, архимандрит
- 1612, 1614 — Христофор, архимандрит
- 1616—1617 — Исаия, архимандрит
- 1622—1625 — Иоиль, архимандрит
- 1626—1630 — Варлаам, архимандрит
- 1631—1642 — Нифонт, архимандрит
- 1644—1646 — Мисаил, архимандрит
- 1647—1651 — Иосиф, архимандрит
- 1662, 1664 — Варсонофий, архимандрит
- 1668—1674 — Тимофей, архимандрит
- 1675 — Изосима, архимандрит
- 1676 — Симеон, архимандрит
- 1679—1688 — Авраамий, архимандрит
- 1689—1691 — Иринарх, архимандрит
- 1693 — Симеон, архимандрит
- 1700 — Георгий, архимандрит
- 1715—1718 — Маркелл, архимандрит
- 1722—1724, 1730 — Антоний, архимандрит
- 1732 — Феодосий, архимандрит
- 1738—1744 — Иоасаф, архимандрит
- 1745—1753 — Алимпий, архимандрит
- 1755—1763 — Симон, архимандрит
- 1763—1764 — Геннадий, архимандрит
- 1992—2013 — Кронид (Козлов)[вд], игумен в/у.
- 2013—2022 — монахиня Николая (Бушуева)

## Современное состояние
После советских атеистических погромов из архитектурного ансамбля XVII века сохранилась только пятиглавая двухэтажная церковь Рождества Христова с трёхъярусной шатровой колокольней.
В 1992 году монастырь был возвращён Русской православной церкви и был приписным к муромскому Благовещенскому монастырю. С 2013 года возрождается как женский монастырь Муромской епархии.